# سالي سارا
سالي سارا (بالإنجليزية: Sally Sara)‏ هي مراسلة عسكرية أسترالية، ولدت في 2 مارس 1971.